# Populismo russo
Il populismo (in russo народничество? narodničestvo, da narod, «popolo») è un movimento politico e culturale nato nell'Impero russo verso la metà del XIX secolo. Sviluppatosi nelle città e formato da intellettuali e studenti consapevoli dei gravi problemi economici, sociali e politici della società russa, si proponeva l'emancipazione delle masse contadine, la fine dell'autocrazia zarista e la creazione di una società socialista.

## Le premesse
Già negli anni venti dell'Ottocento si erano formati in Russia circoli culturali, diversi ma uniti nella comune denominazione di « intelligencija », composti inizialmente da giovani aristocratici e allargatisi fino a integrare elementi della piccola e media borghesia, i cosiddetti « raznočincy », che riflettevano sulla condizione economica e politica della Russia, con visioni e proposte alternative.

### Gli slavofili

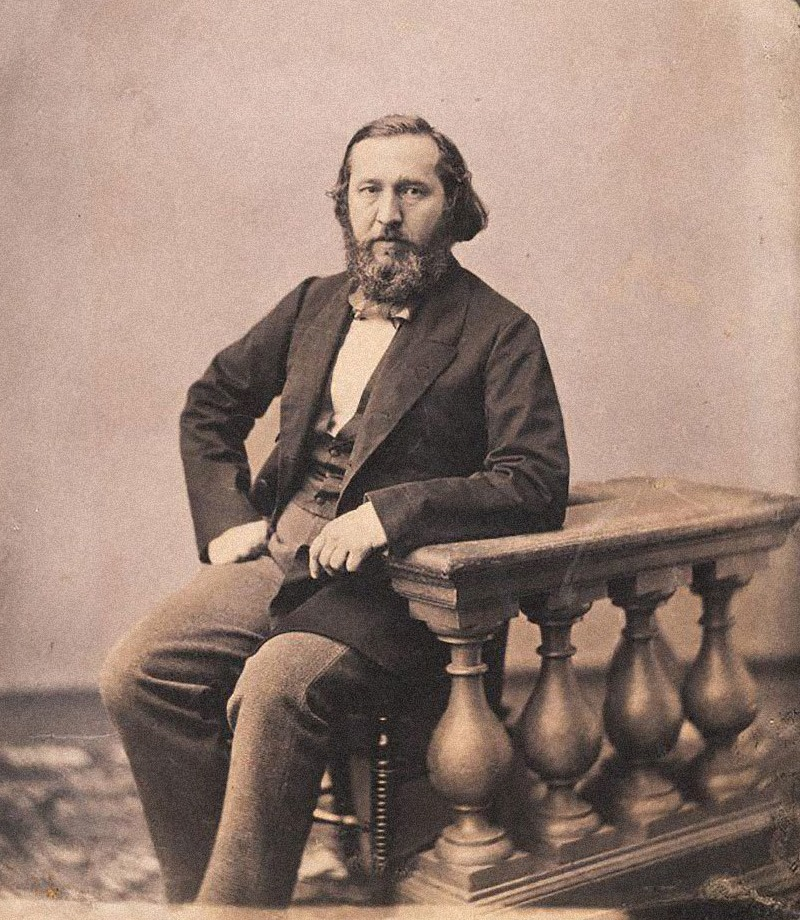
Konstantin Aksakov

Il circolo degli « slavofili », costituito a Mosca negli anni trenta, fu composto da un ristretto numero di nobili: il filosofo Ivan Vasil'evič Kireevskij, lo scrittore Aleksandr Ivanovič Košelëv, i fratelli giornalisti Ivan e Konstantin Aksakov (1817-1860), lo storico Jurij Fëdorovič Samarin (1819-1876). Espressioni degli interessi dell'aristocrazia possidente, ammettevano la necessità di alcune riforme politiche e sociali ed esaltavano il « patrimonio spirituale » del popolo russo. Esprimendo un giudizio negativo sulle società liberali europee, che consideravano decadenti, ritenevano che la Russia, diversamente da quelle, dovesse percorrere un proprio sviluppo autonomo: condannavano la servitù della gleba ma non l'autocrazia, alla quale anzi affidavano il compito di attuare talune riforme sociali, nel mantenimento della primitiva comunità rurale russa, la « obščina ».
L'obščina era una sopravvivenza della primitiva agricoltura nomade. Un gruppo di famiglie di contadini si insediava in un territorio, disboscando con un lavoro comune le terre vergini che venivano pertanto considerate proprietà collettiva e distribuite a ciascun contadino per la coltivazione. Poiché non esistevano concimi e non era utilizzata la rotazione delle colture, la produttività del suolo si esauriva in pochi anni e il gruppo emigrava altrove, ripetendo la medesima operazione su nuove terre vergini.
Essendo nomadi, i contadini non concepivano nemmeno l'idea di una proprietà privata della terra, e soltanto con l'instaurazione del regime feudale furono resi stanziali dai proprietari fondiari, in modo da obbligarli a coltivare le loro terre. Con il miglioramento della produttività grazie ai concimi e alla rotazione triennale delle colture, continuarono a lavorare un appezzamento comune del villaggio per trarne sostentamento, e a lavorare gratuitamente come servi nelle terre padronali. Tale lavoro, obbligatorio e gratuito, era chiamato « barščina » e il contadino era anche tenuto a offrire al padrone l'« obrok», una quantità prefissata di prodotti vegetali e animali. I contadini dell'obščina erano organizzati nel «mir», l'assemblea della comunità, sulla quale gravava la responsabilità di erogare allo Stato il carico fiscale che, secondo il principio della responsabilità collettiva, gravava sull'intera comunità, e di scegliere i propri membri per il servizio militare.
Gli slavofili, che pubblicavano la rivista « Moskvitjanin », Il moscovita, vedevano nell'obščina un freno alle temute possibilità rivoluzionarie dei contadini e idealizzavano i rapporti tra padroni e servi, che dipingevano oleograficamente in un quadro di idillio patriarcale. Così fece Konstantin Sergeevič Aksakov inviando nel 1855 allo zar Alessandro II i suoi Studi sulle condizioni interne della Russia, scritto sulla scorta dell'omonima opera di August Franz von Haxthausen, pubblicata nel 1852, in cui l'economista tedesco riteneva che l'arretrata forma comunitaria dei contadini russi fosse un modello di funzionalità economica: si trattava soltanto, per Aksakov, di abolire la servitù feudale.

### Gli occidentalisti
Gli « occidentalisti » erano invece sostenitori di uno sviluppo liberale – sul modello anglo-francese – della società russa. Di essi facevano parte il poeta e filosofo Nikolaj Vladimirovič Stankevič (1813-1840), gli storici Timofej Nikolaevič Granovskij (1813-1855), Konstantin Dmitreevič Kavelin e lo scrittore Vasilij Petrovič Botkin (1811-1869). Ritenendo inevitabile lo sviluppo capitalistico del paese, ritenevano urgente il superamento delle strutture feudali, la fine o almeno una limitazione del potere assolutistico, l'acquisizione delle elementari libertà individuali e si battevano per la diffusione in Russia della cultura europea occidentale. Diffondevano le loro idee soprattutto attraverso la rivista «Otečestvennye Zapiski», Annotazioni patrie, fondata nel 1818, che fu soppressa dal governo nel 1884.

### I democratici-rivoluzionari
Mentre gli occidentalisti rifiutavano la via della Russia al socialismo e anche i mezzi rivoluzionari per ottenere riforme liberali, una tendenza rivoluzionaria per raggiungere radicali riforme sociali venne espressa da un gruppo di intellettuali, le cui personalità più rilevanti erano rappresentate dal critico letterario Vissarion Grigor'evič Belinskij (1811-1848) e da Aleksandr Ivanovič Herzen (1812-1870).
Belinskij fu collaboratore di «Otečestvennye Zapiski» e poi del «Sovremennik» (Il contemporaneo), rivista letteraria fondata nel 1836 dal poeta Aleksandr Sergeevič Puškin e rilevata nel 1846 da Nikolaj Alekseevič Nekrasov, attraverso la quale egli attaccava l'autocrazia, chiedeva la liberazione dei contadini e si faceva promotore di un rinnovamento in senso democratico della letteratura nazionale che, nei suoi intendimenti, avrebbe dovuto essere alla testa della lotta per un nuovo ordine statale e sociale, fondato sul socialismo.
Recensendo I misteri di Parigi di Eugène Sue, Belinskij scriveva che « il proletariato francese è, di fronte alla legge, eguale al più ricco dei capitalisti, ma non ricava niente da questa eguaglianza. Eterno lavoratore del proprietario e del capitalista, il proletario è completamente nelle sue mani, è suo schiavo, perché l'altro gli dà il lavoro e fissa arbitrariamente il compenso ».
Belinskij reagì duramente alla svolta reazionaria di Gogol di cui pure aveva esaltato e fatto conoscere i primi capolavori, specie quelle Anime morte che avevano rappresentato la prima, grande denuncia in letteratura della condizione servile della Russia. Nel 1847, dopo aver letto i Passi scelti della corrispondenza con amici, in una lettera rimproverò lo scrittore di non essersi « accorto che la salvezza della Russia non sta nel misticismo, nell'ascesi o nel pietismo, bensì nei successi della civilizzazione, dell'illuminismo, dell'umanitarismo ».
Negli anni quaranta l'affermarsi in Francia delle idee socialiste, divulgate nelle forme «utopistiche» da Charles Fourier e da Henri de Saint-Simon, ebbe una eco immediata nei circoli radicali dell'intelligencija occidentalista, come in quello capeggiato a San Pietroburgo da Michail Vasilevič Butaševič-Petraševskij (1821-1866) e frequentato anche da un giovane scrittore destinato a un grande successo, Fëdor Dostoevskij (1821-1881). Petraševskij e il gruppo dei suoi amici, i petraševcy, pur essendosi limitati a confrontarsi e a discutere, furono arrestati come cospiratori e ventuno di loro, compreso Petraševskij, vennero condannati a morte. Quando già erano di fronte al plotone di esecuzione, furono graziati e condannati ai lavori forzati in Siberia, dove Petraševskij morì. Dostoevskij, dopo quattro anni di carcere e cinque di servizio militare in un battaglione di punizione, tornò libero a San Pietroburgo nel 1859, convinto slavofilo e sostenitore dei valori della tradizione russa. 
Aleksandr Ivanovič Herzen (1812-1870) rimase sempre un deciso avversario dell'autocrazia e della servitù feudale, anche se a volte si spostò su posizioni slavofile, come quando credette nella reale volontà del regime di affrontare una seria riforma della società russa. Herzen sostenne anche la vitalità dell'obščina, che egli pensava potesse costituire la base economica e sociale sulla quale edificare il rinnovamento del Paese in senso socialista. Herzen credeva infatti in un naturale spirito comunistico del contadino russo: «Il contadino russo conosce soltanto la moralità che nasce istintivamente e naturalmente dal suo comunismo [...] la manifesta ingiustizia dei proprietari terrieri lega il contadino ancor più strettamente alle leggi della sua comunità [...] l'organizzazione della comunità ha tenuto testa alle intromissioni del governo [...] è sopravvissuta ed è rimasta integra fino allo sviluppo del socialismo in Europa».
In realtà il «comunismo» della comunità rurale russa era solo apparente. Se è vero che la terra coltivata non apparteneva al contadino, tanto che periodicamente essa veniva redistribuita, egli coltivava per proprio conto l'appezzamento assegnato e a lui solo apparteneva il prodotto ottenuto: non esisteva una produzione comunitaria. Herzen, tuttavia, al contrario degli slavofili, che vedevano nell'esistenza dell'obščina una garanzia contro la possibilità di un rivolgimento sociale, vedeva in essa la premessa di una futura rivoluzione: «Noi russi, che abbiamo conosciuto la civiltà occidentale, non siamo altro che un mezzo, un lievito, una mediazione tra il popolo russo e l'Europa rivoluzionaria. L'uomo dell'avvenire è in Russia il mužik, esattamente come in Francia è il lavoratore».
L'idea che la comunità contadina costituisse il nucleo primigenio di una futura società socialista russa sarà comune ai populisti fino alla Rivoluzione del 1917, e verrà sostenuta anche dall'anarchico Michail Bakunin (1814-1876). Questi era convinto che i contadini, attraverso la propaganda dei raznočincy, avrebbero preso coscienza della necessità della rivoluzione e, insorti, avrebbero creata la società anarchica, senza Stato e senza proprietà privata, fondata sulla proprietà comune della terra.

### La liberazione dei contadini
La morte dello zar Nicola I, avvenuta nel 1855, fu accolta con sollievo da quasi tutta la società russa. All'uomo che aveva pubblicamente riconosciuto che «la servitù della gleba, così come esiste in Russia, è un male, ma volerne parlare sarebbe un male peggiore», succedeva il figlio Alessandro, convinto che l'abolizione del servaggio fosse necessaria tanto quanto il mantenimento dei privilegi dei grandi proprietari fondiari. Il 30 marzo/11 aprile 1856 dichiarò in un discorso tenuto alla nobiltà di Mosca che «l'esistente ordinamento della signoria delle anime non può rimanere immutato. È meglio abolire il diritto alla servitù della gleba dall'alto, anziché attenderne la soppressione dal basso, il che escluderebbe il nostro concorso. Prego Lor Signori di voler riflettere sul modo in cui ciò si potrebbe attuare».
Furono presentate numerose proposte che vennero raccolte e analizzate in un Comitato segreto, dal 16 febbraio/28 febbraio 1858 trasformato in «Alto Comitato per la questione agraria», presieduto dal fratello dello zar, Konstantin Nikolaevič Romanov. Anche la stampa fu autorizzata a partecipare al dibattito: dalle colonne del Contemporaneo intervennero gli scrittori Nikolaj Gavrilovič Černyševskij (1828-1889), Nikolaj Dobroljubov (1836-1861) e Nikolaj Alekseevič Nekrasov (1821-1878), molto critici con il regime, avendo giudicato che esso stava preparando una riforma al solo scopo di mantenere lo status quo. Invece Herzen, dall'esilio londinese, nutriva fiducia nelle buone intenzioni della politica dell'Impero.  
Il 19 febbraio/3 marzo 1861 lo zar Alessandro II emanava lo «Statuto dei contadini liberati dalla servitù», che sanciva la fine della servitù della gleba e stabiliva la distribuzione della terra. Il latifondista – ottenuto subito il risarcimento dallo Stato - cedeva una parte delle sue terre al «mir» che, pagato un terzo del suo valore, provvedeva ad assegnarla ai singoli contadini, i quali per 49 anni avrebbero dovuto pagare allo Stato i rimanenti due terzi attraverso un canone pari al 6 per cento del valore del suolo, e prestare al vecchio proprietario anche una corvée annuale di 70 giorni. Il singolo contadino diveniva proprietario della casa ma non della terra assegnatagli, che rimaneva di proprietà della obščina, dalla quale egli poteva però acquistare privatamente singoli appezzamenti. Inoltre, il decreto imperiale sottraeva a favore dei proprietari anche un quinto della terra già in comune godimento dei contadini. Pertanto l'obščina era mantenuta e rimaneva in vita anche il mir; veniva costituito anche il «volost», il distretto che riuniva più villaggi vicini.
Il contadino, formalmente liberato dalla servitù, senza aver ottenuto alcun miglioramento economico fu così costretto a rimanere legato al villaggio nel quale permanevano norme feudali, quali il sistema dei passaporti individuali interni, detenuti dai proprietari, i quali potevano così impedire il libero movimento dei contadini. Quei contadini che non erano in grado di pagare i canoni o che avevano acquistato privatamente della terra senza disporre dei capitali necessari a organizzare una moderna agricoltura, finirono per rivendere la terra agli stessi proprietari o all'emergente borghesia agricola – i «kulaki», letteralmente, pugni, che iniziavano allora a fare concorrenza al grande latifondo - e si trasformavano in braccianti o fuggivano in città, dove entravano come operai nelle fabbriche.
Il governo attuò anche riforme amministrative, con la creazione, dal 1º gennaio/13 gennaio 1864, degli «zemstvo», organi provinciali elettivi, a prestabilita maggioranza nobiliare e controllati dal governatore, responsabili dell'istruzione e della sanità, e con l'istituzione, dal 16 giugno/28 giugno 1870 delle dume cittadine che, analogamente agli zemstvo, erano responsabili di iniziative quali l'istruzione, la sanità, l'edilizia delle città ed erano costituite elettivamente in base al censo in modo da garantire a nobili e proprietari la maggioranza del consiglio.
Dopo la riforma, in luogo della vecchia divisione feudale in padroni e servi, nelle campagne finì per formarsi la tipica stratificazione di classe della società moderna: il grande proprietario terriero, la borghesia agraria, la piccola borghesia contadina, i contadini poveri e i contadini senza terra.

## La creazione di circoli rivoluzionari
Fu grande la delusione provocata da una riforma che poco mutava delle condizioni sociali dei contadini. Numerose rivolte scoppiarono nelle campagne, represse con violenza dalla polizia e dall'esercito: nel villaggio di Bezdna, nel distretto di Spassk, il 24 aprile 1861 ci fu una strage di contadini e il loro capo, il contadino Anton Sidorov, fu fucilato. Gli studenti dell'Università di Kazan' organizzarono una manifestazione di protesta, durante la quale lo storico Afanasij Prokofevič Ščapov richiese pubblicamente l'introduzione della Costituzione in Russia. Černyševskij scrisse le Lettere senza indirizzo, cinque articoli indirizzati allo zar che non poterono essere pubblicati per l'intervento della censura, in cui riconosceva la necessità di un'azione rivoluzionaria per ottenere un'autentica riforma.
Černyševskij prese l'iniziativa di fondare, nel gennaio del 1862, un circolo di scacchi nel quale si riunivano oppositori del regime. Il circolo fu ben presto sciolto, la rivista Il contemporaneo fu soppressa e lo scrittore, arrestato, subì una lunga odissea di carcere e deportazione in Siberia, durante la quale scrisse il romanzo Che fare? che rimase un punto di riferimento per tutti i rivoluzionari.
Si moltiplicarono gli appelli stampati all'estero o clandestinamente: nel settembre 1861 Michail Lavronovič Michajlov e Nikolaj Vasil'evič Šelgunov (1824-1891) diffusero in Russia volantini stampati a Londra con l'appello Alla giovane generazione, invitando alla creazione di circoli rivoluzionari per l'abbattimento del regime autocratico. Nel Parlamento della terra si chiedeva che una rappresentanza popolare ridefinisse l'ordinamento della Russia e riaffrontasse la questione contadina, mentre con La giovane Russia veniva annunciata la prossima ripresa delle rivoluzioni contadine del tipo di quelle guidate un tempo da Sten'ka Razin e da Pugačëv: «una rivoluzione che modifichi radicalmente l'intera base dell'ordinamento sociale esistente e annienti i sostenitori dell'attuale sistema».
Nel novembre 1861 fu fondata dai fratelli Nikolaj (1834-1866) e Aleksandr Aleksandrovič Serno-Solov'evič (1838-1869) e da Vasilij Alekseevič Slepcov (1836-1878) l'associazione clandestina «Zemlja i Volja» (Terra e Libertà), che faceva riferimento in Russia a Černyševskij ed era appoggiata da Londra da Herzen e dal poeta Nikolaj Platonovič Ogarëv: facendo diffondere il manifesto Di che cosa ha bisogno il popolo? e dalle colonne della rivista «Kolokol», Ogarëv scriveva che «la vecchia servitù feudale è stata sostituita da una nuova. In generale, la servitù feudale non è stata abolita. Il popolo è stato ingannato dallo zar».
Nell'estate successiva la polizia arrestava i dirigenti della società segreta. La decisa reazione delle autorità spaventò i più tiepidi sostenitori delle riforme: non solo gli «slavofili», ma anche personalità liberali, come lo storico «occidentalista» Konstantin Dmitrievič Kavelin e lo scrittore Michail Nikiforovič Katkov si schierarono a fianco del regime, rinunciando a ogni ulteriore critica. Kavelin giunse ad affermare che il regime parlamentare rappresentava un «sogno insensato» e che il popolo russo «non era ancora maturo» per poter pretendere la Costituzione.

### Il nichilismo
Nel 1863 fu fondato a Mosca dall'uditore di quella Università Nikolaj Andreevič Išutin (1840-1879) un circolo rivoluzionario, che si unificò due anni dopo con quello fondato dall'etnografo Ivan Aleksandrovič Chudjakov (1842-1876). Sostenitori della creazione di comunità agricole e cooperative nella linea del socialismo utopistico, essi ritenevano che il regicidio e l'omicidio dei ministri e dei funzionari zaristi favorisse la spinta rivoluzionaria della popolazione. A questo scopo, lo studente moscovita Dmitrij Vladimirovič Karakozov (1840-1866), di famiglia nobile, si recò nella capitale per sparare allo zar Alessandro II il 4 aprile 1866, ma fallì il colpo e, arrestato e processato, fu impiccato.  
La figura del giovane intellettuale rivoluzionario di questo periodo è stata tratteggiata nei romanzi Padri e figli di Ivan Sergeevič Turgenev, pubblicato nel 1862 e I demoni di Fëdor Dostoevskij del 1871: il nichilismo politico fu teorizzato da Sergej Gennadievič Nečaev (1847-1882).
Questi, uditore all'Università Statale di San Pietroburgo, che alla fine del 1868 aveva scritto un Programma di azione rivoluzionaria e nel 1869 era andato a Ginevra per incontrare Bakunin, fondò con pochi seguaci la società segreta Il tribunale del popolo e scrisse il Catechismo della rivoluzione, un piano di insurrezione che sarebbe dovuto avvenire in Russia nel 1870. Non era ritenuta necessaria una larga preparazione propagandistica, ritenendo che bastasse l'esempio dell'attività terroristica. Egli sviluppò anche una sua concezione etica del «vero rivoluzionario», secondo la quale era morale quanto favoriva l'azione rivoluzionaria e immorale quello che poteva opporvisi: «Il rivoluzionario è votato alla morte, egli non ha interessi né desideri personali, non ha sentimenti né legami, non ha niente che gli appartenga, nemmeno un nome».
Prossime alla concezione blanquista della tattica rivoluzionaria sono le teorie espresse dal critico letterario Pëtr Nikitič Tkačëv (1844-1885): ne I compiti della propaganda rivoluzionaria in Russia è vicino a Nečaev nell'indicare l'esigenza di un'insurrezione immediata attraverso l'azione terroristica, ma se ne differenzia per l'importanza da lui assegnata al controllo dell'apparato statale, da ottenere mediante il colpo di Stato, con il quale guidare poi gli sviluppi della rivoluzione, alla cui testa è sufficiente porre un manipolo di rivoluzionari.

## I narodniki
Il nodo da sciogliere rimaneva quello dell'atteggiamento dei contadini di fronte all'attività delle organizzazioni rivoluzionarie. Occorreva che i contadini, nel cui interesse era in definitiva volta tutta l'attività rivoluzionaria e nella cui effettiva liberazione stava la premessa della liberazione di tutta la società russa, comprendessero e appoggiassero l'azione politica degli intellettuali rivoluzionari. Già Herzen nel 1861 aveva rivolto appelli agli studenti perché «andassero al popolo», ne comprendessero la condizione e insieme lo istruissero e lo informassero della necessità di un radicale mutamento della società e delle istituzioni della Russia. Lo stesso fece Bakunin nel 1869, e quell'invito, «Andate tra il popolo!», divenne la parola d'ordine che caratterizzò i «narodniki», i populisti: la novità politica di questo movimento non sta tanto nella sua concezione della comunità rurale russa come base di passaggio al collettivismo socialista - idea già elaborata da decenni - quanto nella necessità da loro posta di stabilire un contatto quanto più stretto con le masse contadine che, a parte sollevazioni spontanee, non si erano mai date un'organizzazione politica che ne raccogliesse le aspirazioni e li guidasse in un'azione politica programmata e consapevole.
Il colonnello e professore di matematica dell'Accademia militare Pëtr Lavrovič Lavrov (1823-1900) - arrestato e deportato in Siberia a seguito del fallito attentato allo zar dello studente Karakozov - fu il più autorevole rappresentante del socialismo populistico russo, insieme con il suo divulgatore, il sociologo e critico letterario Nikolaj Konstantinovič Michajlovskij (1842-1904). Le sue Lettere storiche, una serie di articoli che trattano del significato della storia e dei suoi protagonisti, costituirono il fondamento teorico di molti giovani populisti.
Lavrov concepisce la storia come la realizzazione del pensiero di personalità superiori: «Se un pensatore crede nella realizzazione presente o futura del suo ideale etico, tutta la storia si raggruppa per lui attorno agli eventi che preparano quella realizzazione». Poiché questo pensatore è un uomo che agisce concretamente, i suoi ideali passeranno nella società, influenzandola profondamente: «L'ideale nasce nel cervello di un uomo, di qui passa nei cervelli di altri uomini, cresce qualitativamente con lo sviluppo della dignità intellettuale e morale di questi uomini, e quantitativamente con il moltiplicarsi del loro numero, diventa poi una forza sociale quando queste persone prendono coscienza della propria comunanza ideale e decidono di condurre un'azione comune».
È dunque una minoranza di persone intellettualmente e moralmente superiori a fare la storia: «La maggioranza è condannata a un lavoro pacifico, monotono e incessante a vantaggio di altri, senza avere tempo libero per l'attività mentale, ed è pertanto incapace di usare le sue forze immense per conquistarsi il diritto allo sviluppo, a una vita veramente umana». L'intellettuale è consapevole della sua missione e dice a se stesso: «Ogni vantaggio di cui godo, ogni idea che ho avuto il tempo di acquisire o di elaborare, sono pagate con il sangue, le sofferenze e il lavoro di milioni di uomini. Il passato non posso cambiarlo e, per quanto caro sia costato il mio sviluppo, non posso rinunciarvi». Per migliorare la società «il male deve essere eliminato per quanto è possibile, ma è possibile farlo soltanto nella vita. Il male deve essere sradicato. Non sfuggirò alla responsabilità del sangue versato per il mio sviluppo, se non mi avvarrò di questo sviluppo per circoscrivere il male nel presente e nel futuro. Se sono un uomo evoluto, ho il dovere di farlo».
Lavrov fuggì dalla Russia nel 1870. Un'organizzazione, ispirata alle sue teorie, fu fondata clandestinamente nel 1869 presso la Facoltà di Medicina dell'Università della capitale da Mark Andreevič Natanson (1850-1919) e da Nikolaj Vasil'evič Čajkovskij (1850-1926), prendendo nome da quest'ultimo: Movimento dei seguaci di Čajkovskij. Ne fece parte anche il principe Pëtr Alekseevič Kropotkin (1842-1921), destinato a grande fama come successore di Bakunin a capo del movimento anarchico, che scriverà nelle sue Memorie che quel circolo non aveva niente di rivoluzionario, tanto che le sue tesi anarchiche non gli furono accettate. Vicino a Bakunin era invece il Circolo dei Siberiani fondato nel 1872 da Aleksandr Vasil'evič Dolgušin (1848-1885) che fu arrestato nel 1873 e morì in carcere.

### Zemlja i Volja
Alla fine del 1875 fu fondata da Natanson, Obolešëv (1854-1881) e Michajlov (1855-1884) l'associazione «Zemlja i Volja» (Terra e libertà), che riprendeva il nome della precedente e omonima organizzazione immettendovi tuttavia contenuti politici ben più radicali, tratti da Bakunin, da Tkačëv e da Lavrov. Applicando la parola d'ordine dell'andata al popolo, gli zemlja i Volja elaborarono nel 1876 un programma che prevedeva la formazione di una massa di contadini rivoluzionari intanto che nelle comunità agricole svolgevano un'azione di propaganda politica che invitava tanto alle proteste legali contro le autorità quanto all'insurrezione armata.
Presto si resero conto che i contadini delle obščina «non avevano ancora raggiunto un'etica e uno sviluppo intellettuale»  tale da renderli pronti né per consapevoli iniziative rivoluzionarie né per organizzarsi in una futura società anarchica. D'altra parte, gli stessi zemlevol'cy, pur dichiarandosi anarchici, e perciò contrari a ogni forma di organizzazione autoritaria, ammettevano, sulla scia di Lavrov, la possibilità dell'esistenza dello Stato almeno nella fase rivoluzionaria e la stessa struttura organizzativa di «Zemlja i Volja» era fondata sul centralismo delle decisioni e su una rigorosa disciplina.
Il fallimento della propaganda nelle campagne portò Zemlja i Volja a guardare con maggiore interesse alle città, dove gli scioperi degli operai e le proteste studentesche rappresentavano un segnale di fermento che poteva sfociare in iniziative rivoluzionarie. Pur ribadendo, il 15 gennaio del 1879, che «l'attività tra il popolo e nelle campagne continua a essere per noi, come sempre, lo strumento fondamentale del partito», alla fine dell'anno in Russia rimanevano attive solo due «colonie» di attivisti delle campagne - i cosiddetti derevenščiki - a Tambov e a Saratov, così che il narodnik Lopatin poteva scrivere a Friedrich Engels che «la propaganda socialista tra i contadini è cessata quasi completamente. I rivoluzionari più impegnati si sono orientati spontaneamente verso la lotta politica, anche se non hanno il coraggio morale di ammetterlo apertamente».

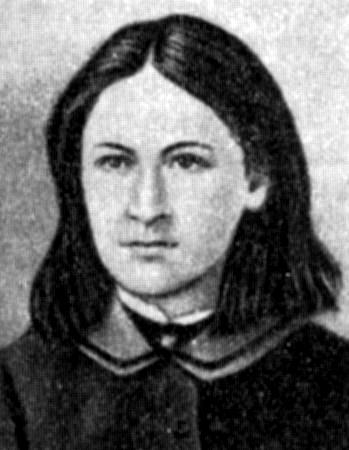
Vera Ivanovna Zasulič

Per «lotta politica» Lopatin intendeva la costituzione di un partito rivoluzionario che si appoggiasse agli operai delle città e si ponesse obiettivi politici intermedi, avanzando un programma di rivendicazioni quali la Costituzione e la conquista dei fondamentali diritti democratici - una forma di lotta, questa, estranea al bakunismo, che mirava invece al «tutto e subito», temendo che la conquista di libertà politiche finisse per frenare lo spirito rivoluzionario - ma Zemlja i volja si volse soprattutto alla pratica del terrore: il suo programma prevedeva ora «l'eliminazione sistematica delle personalità più pericolose o più autorevoli del governo e, in generale, di coloro che, in un modo o nell'altro, mantengono in piedi l'odiato regime», anche se nei primi attentati i zemlevol'cy mirarono più a suscitare clamore che a uccidere: il 24 gennaio 1878 Vera Zasulič sparò, ferendolo, il governatore Trepov, che aveva fatto frustare un detenuto.
La Zasulič, al processo nel quale fu assolta, giustificò il gesto con la necessità  «di attirare l'attenzione dell'opinione pubblica su questo crimine e di mettere un argine alla continua profanazione della dignità umana». Lo stesso fece Marija Kolenkina, arrestata il 12 dicembre, e Sergej Bobochov, nel 1879, che al processo spiegò: «non avevo nessuna intenzione di uccidere o ferire, o per meglio dire, mi era del tutto indifferente. Ho sparato solo perché, facendo fuoco, avevo modo di esprimere apertamente la mia protesta contro i crimini del governo».
Quello della Zasulič fu l'attentato che inaugurò il nuovo indirizzo del movimento populista, che inizialmente si sviluppò soprattutto nel sud dell'Impero: a Odessa, il 30 gennaio, i sadovcy  di Ivan Koval'skij resistettero con le armi all'arresto. Koval'skij - condannato a morte il 2 agosto 1878 - era pervenuto alla decisione della lotta armata a causa della delusione procurata dall'agitazione puramente verbale: in un promemoria aveva scritto che occorreva «cercare di legarsi al popolo sul terreno dei fatti, e non nutrirlo con favole [...] questi tentativi non sono sempre coronati da successo, ma il loro rapido susseguirsi dimostra che si è già creata l'atmosfera rivoluzionaria adatta perché le nostre parole e le nostre idee si trasformino in realtà» e nel manifesto La voce degli uomini onesti, esaltando il gesto della Zasulič, aveva sostenuto che era «giunto il momento che il partito socialdemocratico si batta concretamente contro l'attuale governo di banditi», dove il riferimento al partito socialdemocratico, al di là della scelta terroristica, condannata dal movimento socialista, dimostra un distacco, per quanto confuso, dall'anarchismo bakuniano.
Anche il circolo fondato a Kiev alla fine del 1877 dagli zemlevol'cy Valerian Osinskij e Dmitrij Lizogub - che si proclamò nel febbraio del 1878 «Comitato esecutivo del partito social-rivoluzionario» - diffondeva volantini e organizzava attentati contro funzionari dello Stato e informatori della polizia, giustificati come forma di autodifesa, ma gli obiettivi politici rimanevano vaghi: occorreva «andare al popolo, studiare le condizioni locali, sfruttare ogni malcontento, incitare il popolo alla protesta [...] ricorrere al terrore contro gli elementi più invisi al popolo».

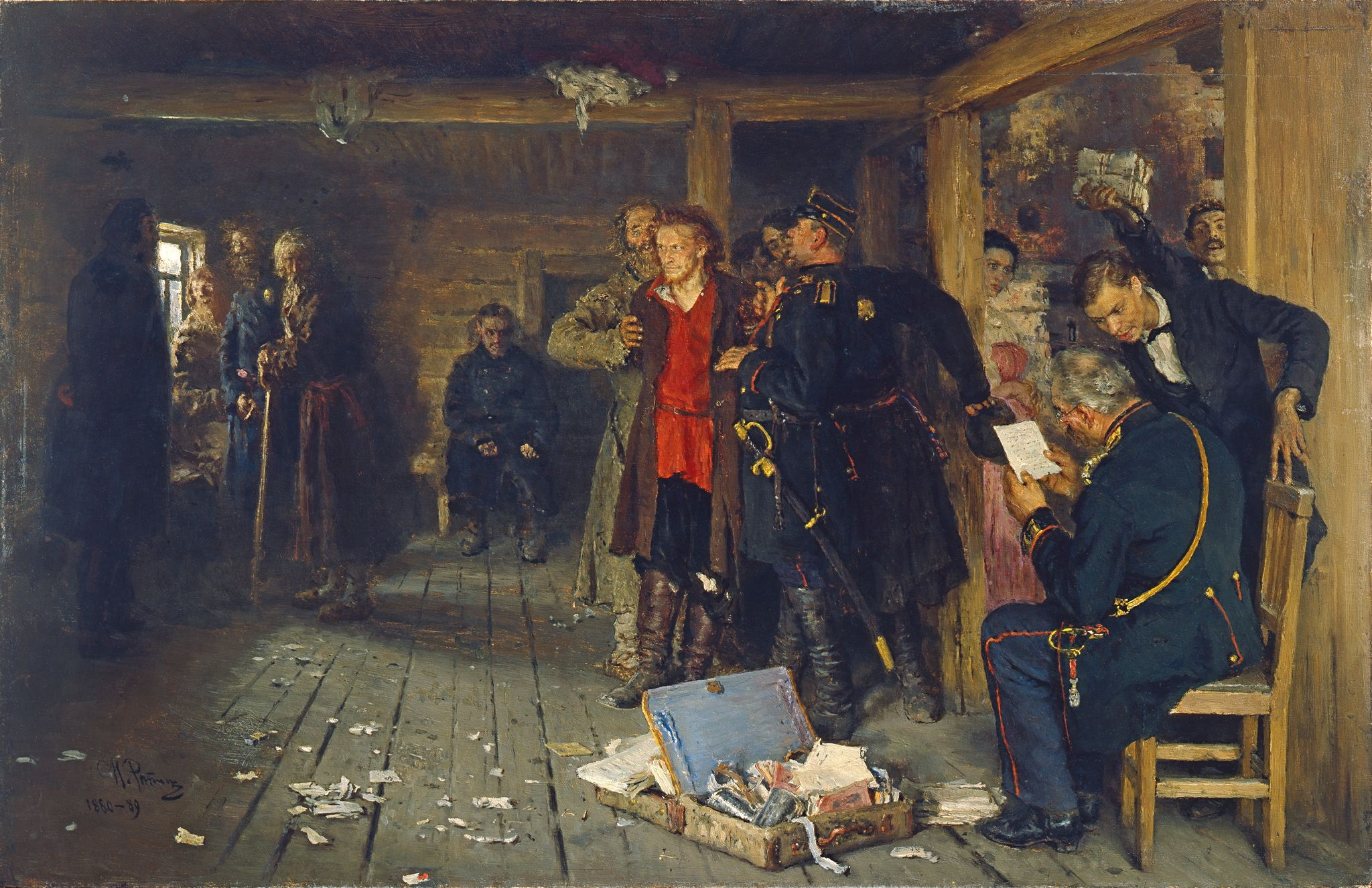
Repin: Arresto e perquisizione di un populista

Tuttavia numerosi giornali dell'opposizione, come il «Nabat» (La campana a stormo) di Tkačëv, l'«Obščee delo» (La causa comune), il «Letučij listok» (Il foglio volante) di Nikolaj Konstantinovič Michajlovskij (1842-1904) e l'«Obščina» (La comune) di Michail Dragomanov (1841-1895) salutarono la svolta di Zemlja i voljia, auspicando la conquista della Costituzione e delle altre libertà politiche. Diversa, ma contraddittoria, era invece la posizione dell'anarchico Kravčinskij (1851-1895) il quale, rivendicando l'uccisione, il 4 agosto 1878 a Pietroburgo, del dirigente di polizia Mezenzov, nel suo opuscolo Smert za smert (Morte per morte) scriveva che era «assolutamente indifferente che ci diate o no la Costituzione», ma poi aggiungeva che la lotta sarebbe proseguita fin quando «il governo si ostinerà a mantenere in vita l'attuale sistema» e non avesse concesso una riforma politica, e la libertà di stampa e di opinione.
Da parte sua, Michajlovskij considerava le forme estreme di violenza terroristica un risultato della violenza della società stessa, una necessità delle condizioni ancora primitive e spontanee in cui si organizzava l'opposizione al regime e una protesta legittima contro l'arbitrio del potere: lo scopo della violenza doveva però consistere nella conquista delle libertà politiche negate dall'autocrazia zarista.
Un contributo importante al dibattito interno a Zemlja i volja fu dato dagli articoli, apparsi sulla rivista dell'organizzazione, con il titolo La legge dello sviluppo economico della società e i compiti del socialismo in Russia, di Georgij Valentinovič Plechanov: convinto che si potesse avviare il socialismo in Russia partendo dalla realtà dell'obščina e cercando di fondare la propria analisi su principi marxisti, Plechanov sosteneva che finché «la maggioranza dei nostri contadini continuerà a sostenere l'obščina, non si potrà dire che il nostro paese si orienti veramente verso la legge secondo la quale la produzione capitalistica sarebbe una fase necessaria del nostro sviluppo», concludendone che l'originario programma di Zemplja i volja manteneva tutta la sua validità.

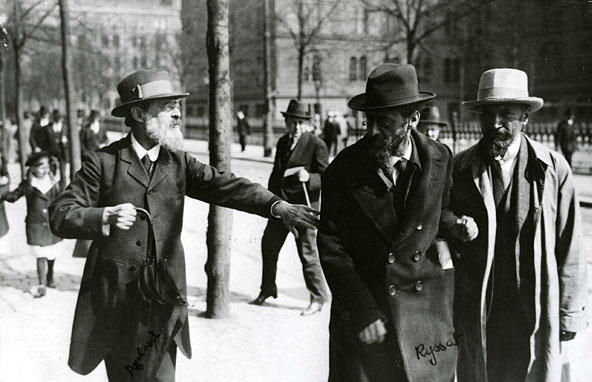
Aksel'rod con i menscevichi Martov e Martinov nel 1917

Anche Pavel Borisovič Aksel'rod (1850-1928) mise in guardia contro i pericoli del giacobinismo implicito in una tattica che, privilegiando il terrore, allontanva i rivoluzionari dal contatto con il popolo, la «forza destinata a quella grande causa che è la distruzione e la riedificazione consapevoli di un nuovo ordine»: quanto all'obiettivo della conquista dei diritti politici, era necessario che «la lotta politica non faccia perdere di vista l'obiettivo del socialismo».
Zemlja i volja si venne così a dividere in tre correnti fondamentali: i derevenščiki, sostenitori dell'agitazione nelle campagne e contrari al terrorismo e a rivendicazioni politiche, i politiki che, all'opposto, rivendicavano la lotta politica e il terrorismo cittadino, e coloro che oscillavano tra queste due posizioni. La minoranza dei politiki di Zemlja i volja nel marzo del 1879 costituì il Comitato esecutivo del Partito socialrivoluzionario, all'interno del quale fu creata la sezione terroristica Svoboda ili smert (Libertà o morte). Nel congresso clandestino di Zemlja i volja tenuto a Pietroburgo il 29 marzo 1879 i politiki posero apertamente la questione del regicidio, ottenendo un rifiuto dalla maggioranza dei militanti: l'attentato ad Alessandro II, già preparato da Aleksandr Solov'ëv, avvenne ugualmente il 2 aprile, ma fallì. I politiki tennero un congresso separato a Lipeck adottando la risoluzione di mettere al centro del programma la lotta politica, ponendo così le premesse della scissione: nel congresso comune di Voronež, tenutosi in giugno, emersero le consuete divergenze che portarono infine, nel congresso di Pietroburgo, all'uscita dei politiki da Zemlja i volja.
Il 25 agosto 1879 veniva fondata Narodnaja Volja (Volontà del popolo)  con la tesi della «rivoluzione politica come primo passo verso la realizzazione di riforme politiche ed economiche radicali», attraverso l'azione terroristica, mentre i sostenitori del vecchio programma di Zemlja i Volja costituivano la nuova organizzazione Čërnyj Peredel  continuando a rifiutare ogni rivendicazione di carattere politico.